# Ngã
Ngã, té là nguyên nhân hàng đầu thứ hai gây tử vong do tai nạn trên toàn thế giới và là nguyên nhân chính gây ra chấn thương cá nhân, đặc biệt là đối với người già. Ngã ở người lớn tuổi là một thể loại chấn thương quan trọng có thể phòng ngừa. Các nhà xây dựng, thợ điện, thợ mỏ và họa sĩ là những nghề có tỷ lệ thương tích do ngã cao hơn.
Khoảng 226 triệu trường hợp ngã tình cờ xảy ra trên toàn thế giới vào năm 2015. Các trường hợp ngã này dẫn đến 527.000 ca tử vong.

## Nguyên nhân

### Tai nạn
Nguyên nhân phổ biến nhất của té ngã ở người lớn khỏe mạnh là tai nạn. Nó có thể là do trượt hoặc vấp ngã từ bề mặt ổn định hoặc cầu thang, giày dép không đúng, môi trường xung quanh tối, mặt bằng không đồng đều hoặc thiếu tập thể dục. Các nghiên cứu cho thấy phụ nữ dễ bị ngã hơn nam giới ở mọi lứa tuổi.

### Tuổi tác
Những người lớn tuổi và đặc biệt là những người lớn tuổi bị chứng mất trí có nguy cơ bị thương cao hơn những người trẻ tuổi khi bị ngã. Những người lớn tuổi có nguy cơ bị tai nạn, rối loạn dáng đi, rối loạn cân bằng, phản xạ thay đổi do thị giác, giác quan, động cơ và suy giảm nhận thức, thuốc và tiêu thụ rượu, nhiễm trùng và mất nước.

### Bệnh tật
Những người bị đột quỵ có nguy cơ bị té ngã do rối loạn dáng đi, giảm cơ bắp và yếu, tác dụng phụ của thuốc để điều trị MS, đường huyết thấp, huyết áp thấp và mất thị lực.